# 愛原実花
愛原 実花（あいはら みか、1985年12月14日 - ）は、日本の女優。元宝塚歌劇団雪組トップ娘役。
東京都北区、日本女子大学附属高等学校出身。身長163cm。愛称は「みなこ」、「みか」。
所属事務所はホリプロ・ブッキング・エージェンシー。

## 来歴
2002年、宝塚音楽学校入学。
2004年、宝塚歌劇団に90期生として次席入団。雪組公演「スサノオ／タカラヅカ・グローリー!」で初舞台。その後、雪組に配属。
2005年の阪急阪神初詣ポスターモデルに起用される。
ダンサーとして早くから注目を集め、2008年の「君を愛してる」で新人公演初ヒロイン。続くバウ・ワークショップ「凍てついた明日」で、大月さゆとダブルキャストでバウホール公演初ヒロイン。
2009年、白羽ゆり退団公演となる「ZORRO 仮面のメサイア」で、2度目の新人公演ヒロイン。同年、水夏希の2人目の相手役として雪組トップ娘役に就任。「ロシアン・ブルー／RIO DE BRAVO!!」で新トップコンビ大劇場お披露目。
2010年9月12日、「ロジェ／ロック・オン!」東京公演千秋楽をもって、宝塚歌劇団を水と同時退団。トップ就任してから僅か1年での卒業となった。
退団後はホリプロ・ブッキング・エージェンシー所属となり、芸能活動を再開。
2015年、父の遺した代表作となる舞台「熱海殺人事件」に出演。
2023年に一般男性と結婚、翌2024年に第一子誕生。

## 人物
実父は劇作家のつかこうへいである。

## 宝塚歌劇団時代の主な舞台

### 初舞台
- 2004年4 - 7月、雪組『スサノオ』『タカラヅカ・グローリー!』

### 雪組時代
- 2004年11 - 2005年2月、『青い鳥を捜して』『タカラヅカ・ドリーム・キングダム』
- 2005年4 - 5月、『さすらいの果てに』（バウホール） - クレア
- 2005年6 - 10月、『霧のミラノ』 - 新人公演：エヴェリーナ（本役：晴華みどり）『ワンダーランド』
- 2005年11月、『銀の狼』『ワンダーランド』（全国ツアー）
- 2006年2 - 5月、『ベルサイユのばら-オスカル編-』 - アンドレ（幼少）、新人公演：ルイーズ（天勢いづる）[10]
- 2006年6月、『やらずの雨』（バウホール） - 竹奴／お袖
- 2006年9 - 12月、『堕天使の涙』 - 新人公演：グレフィル伯爵夫人（本役：美穂圭子）『タランテラ!』
- 2007年2月、『星影の人』 - おゆき『Joyful!!II』（中日劇場）
- 2007年5 - 8月、『エリザベート』 - 黒天使（マデレーネ）、新人公演：ヘレネ（本役：涼花リサ）[10]
- 2007年10月、『シルバー・ローズ・クロニクル』（ドラマシティ・日本青年館） - ヴァージニア
- 2008年1 - 3月、『君を愛してる-Je t'aime-』 - クレマンティーヌ、新人公演：マルキーズ（本役：白羽ゆり）『ミロワール』 新人公演初ヒロイン[8][10][4][2][14]
- 2008年5 - 6月、『凍てついた明日』（バウホール） - ボニー・パーカー[注釈 1]／アニス・フラナガン[注釈 1] バウWSヒロイン[9][10][4][14]
- 2008年8 - 11月、『ソロモンの指輪』『マリポーサの花』 - グロリア、新人公演：アリシア（本役：天勢いづる）
- 2009年1月、『忘れ雪』（バウホール・日本青年館） - 金井静香
- 2009年3 - 5月、『風の錦絵』『ZORRO 仮面のメサイア』 - 夜の稲妻、新人公演：ロリータ／レディゾロ（本役：白羽ゆり） 新人公演ヒロイン[11][4]

### 雪組トップ娘役時代
- 2009年7 - 10月、『ロシアン・ブルー』 - イリーナ・クズネツォワ、新人公演：マトローナ・ムラビヨフ（本役：千風カレン）『RIO DE BRAVO!!（リオ デ ブラボー）』 大劇場トップお披露目公演[12][4]
- 2009年11 - 12月、『情熱のバルセロナ』 - ロザリア・ジサント『RIO DE BRAVO!!（リオ デ ブラボー）』（全国ツアー）
- 2010年2 - 4月、『ソルフェリーノの夜明け』 - アンリエット『Carnevale（カルネヴァーレ）睡夢（すいむ）』
- 2010年6 - 9月、『ロジェ』 - レア『ロック・オン!』 退団公演[13][14]

### 出演イベント
- 2005年12月、『花の道 夢の道 永遠の道』
- 2008年12月、タカラヅカスペシャル2008『La Festa!』
- 2009年6月、『百年への道』[4]
- 2009年12月、タカラヅカスペシャル2009『WAY TO GLORY』

## 宝塚歌劇団退団後の主な活動

### 舞台
- 2011年8月、『好色一代男』（御園座）夕霧太夫／おしの[16]
- 2011年12月、リーディング『60歳のラブレター 絆』（サントリーホール ブルーローズ）[17]
- 2012年1・2月、『ラ・カージュ・オ・フォール』（日生劇場・梅田芸術劇場・愛知県芸術劇場）アンヌ
- 2012年5月、『土御門大路 陰陽師・安倍晴明と貴船の女（能「鉄輪」より）』（さくらホール・中日劇場）白拍子若菜[18]
- 2012年10月、リーディングドラマ『はつ恋』（紀尾井小ホール）[19]
- 2013年3・4月、『私のダーリン』（シアタークリエほか巡演）吉岡美咲／ラブリー[20]
- 2013年8月、『源平盛衰記異聞　巴御前 女武者伝説』（明治座）葵御前／静御前[21]
- 2013年12月、『スクルージ〜クリスマス・キャロル〜』（赤坂ACTシアター・神奈川芸術劇場）過去のクリスマスの精霊／クラチット夫人
- 2014年3月、『SHUNPU Gaiden 〜春風外伝〜』（博品館劇場）お文[22]
- 2014年4・5月、『ザ・オダサク 愛と青春のデカダンス』（神奈川芸術劇場・南座）宮田一枝[23]
- 2015年2・3月、『ラ・カージュ・オ・フォール』（日生劇場・梅田芸術劇場）アンヌ
- 2015年4月、『SHUNPU Gaiden 〜春風外伝〜』（博品館劇場）お文[24]
- 2015年4・5月、朗読劇『私の頭の中の消しゴム 7th letter』（天王洲銀河劇場）薫
- 2015年10月、コンサート『ザ・グレン・ミラーオーケストラ Japan Tour 2015』（オーチャードホール）ゲストボーカル[25]
- 2015年12月・2016年1・2月、『熱海殺人事件』（紀伊國屋ホールほか巡演）片桐ハナ子／山口アイ子[26]
- 2016年4月、『人間風車』（六行会ホール）アキラ／黄金戦士オロ[27][28]
- 2016年7月、『グレイト・ギャツビー』（サンシャイン劇場ほか巡演）デイジー・ブキャナン[29]
- 2016年8月、『もしもしわたし』（高津市民館大ホール）山下ことは[30]
- 2016年12月、『ナイスガイ in ニューヨーク』（サンケイホールブリーゼ・シアタークリエ）ペギー・エヴァンス
- 2017年4月、『それいゆ』（サンシャイン劇場・北九州芸術劇場中劇場・新神戸オリエンタル劇場）元内弥生[31]
- 2017年6月、『おん・すてーじ 真夜中の弥次さん喜多さん』双（全労済ホールスペース・ゼロ）ジェームズ・ボンド 他
- 2017年10月、『ポセイドンの牙』Version蛤（紀伊國屋ホール）豊玉エリー[32]
- 2018年3・4月、『ラ・カージュ・オ・フォール』（日生劇場・久留米シティプラザ・静岡市清水文化会館・梅田芸術劇場）アンヌ
- 2018年8月、『大きな虹のあとで〜不動四兄弟〜』（シアターサンモール）お茶屋の女主人[33]
- 2018年9月、凰稀かなめコンサート『The Beginning Final Club Phoenix〜疲れたあなたにイケメンチャージ〜』（EX THEATER ROPPONGI）[34]
- 2018年10・11月、『るろうに剣心』（新橋演舞場・大阪松竹座）高荷恵
- 2019年4月、『幕末太陽傳 外伝』（三越劇場）女郎おそめ
- 2019年6月、朗読劇『いつもポケットにショパン』（新国立劇場小劇場） 麻子 他
- 2019年8・9月、『ブラック or ホワイト？あなたの上司、訴えます！』（新橋演舞場・御園座ほか巡演）小松[35]
- 2019年12月、『スクルージ〜クリスマス・キャロル〜』（日生劇場）過去のクリスマスの精霊／クラチット夫人
- 2020年10月、『魔法使いの嫁 老いた竜と猫の国』（紀伊國屋ホール・サンケイホールブリーゼ）ミナ
- 2021年1月、『熱海殺人事件 ラストレジェンド 〜旋律のダブルスタンバイ〜』（紀伊國屋ホール）水野朋子／山口アイ子[注釈 2][36]
- 2021年6月、『新・熱海殺人事件』（紀伊國屋ホール）[注釈 3][37]
- 2021年8月、『眠れぬ森のオーバード』（オルタナティブシアター）モエ[38]
- 2021年11月、『ドン・カルロス』（紀伊國屋ホール・京都劇場）王妃エリザベート[39]
- 2022年1月、朗読劇『いつもポケットにショパン 2nd lesson』（紀伊國屋ホール） 麻子 他
- 2022年6月-9月、『氷川きよし特別公演』（明治座・新歌舞伎座・博多座・御園座）[40]
- 2022年10月、『オルレアンの少女-ジャンヌ・ダルク-』（シアタートラム・COOL JAPAN PARK OSAKA TTホール）[41]
- 2022年12月、『スクルージ～クリスマス・キャロル～』（日生劇場） - クラチット夫人／過去のクリスマスの精霊[42]
- 2023年4月、『火の顔 / アンティゴネ』（吉祥寺シアター）[43]
- 2023年6月、「夜曲～ノクターン～」（大阪松竹座） - 玉野尾[44]
- 2023年10 - 11月、『Greatest Dream』（Brillia HALL・梅田芸術劇場）[45]
- 2025年4 - 5月、『アニー 2025年公演』（新国立劇場中劇場） - グレース[46]

### ドラマ
- 大河ドラマ平清盛第9回・第16回・第24回 - 第27回・第29回・第40回・第49回（2012年、NHK総合/BSプレミアム） - 統子内親王（上西門院）
- マッサン第7週・第9週・第15週・第17週（計12回）（2014年、NHK総合/BSプレミアム） - 野々村由紀子
- 刑事吉永誠一 涙の事件簿13（2016年、テレビ東京） - 松下若菜
- スミカスミレ 45歳若返った女 第7話（2016年、テレビ朝日） - 合コンの参加者
- ストレンジャー〜バケモノが事件を暴く〜（2016年、テレビ朝日） - 相沢陽子
- 再捜査刑事・片岡悠介 （2016年、テレビ朝日） - 村山里奈
- スーパーサラリーマン左江内氏 第7話（2017年、日本テレビ） - コンビニの客
- 今日から俺は!!（2018年、日本テレビ） - 山口先生
  - 金曜ロードSHOW!「映画公開記念!!今日から俺は!!スペシャル」（2020年7月17日）
- 砂の器（2019年、フジテレビ） - 記者
- 演じ屋 Re:act（2024年5月、WOWOW） - 坪井静香[47]

### 映画
- 嫌な女（2016年） - 石田君恵
- 今日から俺は!!劇場版（2020年） - 山口先生

### TV番組
- グリーン&ブラックス（2017年〜2019年、WOWOW）[48][49]

### CM
- Sky株式会社『SKYSEA ClientView』（2023年5月-）[50]

## 広告
- 2005年、『阪急阪神』初詣ポスターモデル[7][10]